# Paul Girardet

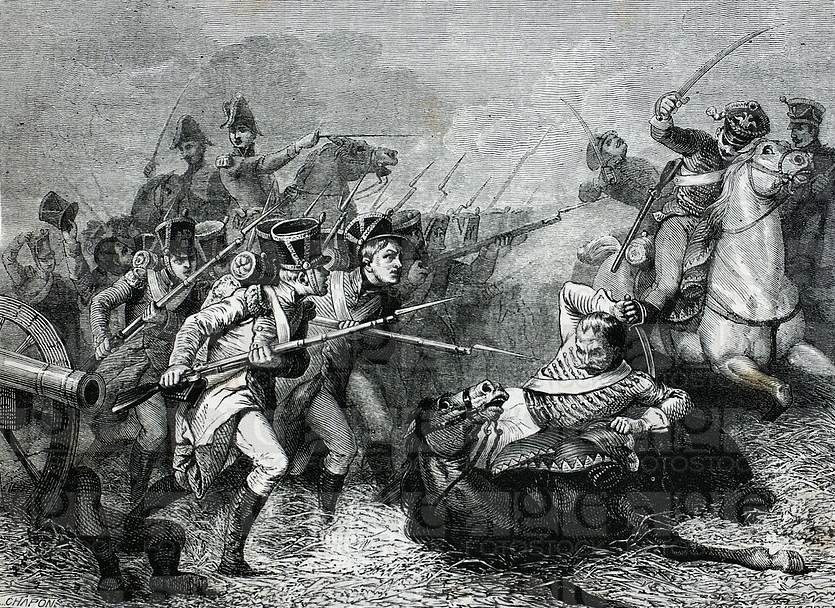
Scen från slaget vid Weissenfels, gravyr av Paul Girardet efter en målning av brodern Charles.

Paul Girardet, född 1821, död 1871, var en fransk grafiker. Han var son till Charles Samuel Girardet och bror till Charles Girardet.
Paul Girardet arbetade uteslutandet i gravstickel- och mezzotintteknik och valde särskilt upprörda och livfulla motiv efter målningar av Horace Vernet, Eugène Delacroix och andra samtidskonstnärer.